# Un bon bock
Un Bon Bock (Em tradução livre: Uma Boa Cerveja) é um curta-metragem de animação francês de 1892 dirigido por Charles-Émile Reynaud. Consiste de 700 imagens pintadas individualmente, tendo uma duração de aproximados 15 minutos.
É um dos primeiros filmes de animação de todos os tempos e foi o primeiro a ser exibido por meio do Praxinoscópio modificado de Reynaud, o Teatro Óptico, ao lado de Le Clown et ses chiens e Pauvre Pierrot. Os três foram exibidos em Outubro de 1892, quando Reynaud inaugurou seu Théâtre Optique no Museu Grévin. A performance combinada destes filmes foi chamada de Pantomimes Lumineuses. Reynaud foi o manipulador de todas as imagens, acompanhado por Gaston Paulin ao piano.
É considerado um filme perdido. Não existem cópias, pois Reynaud jogou as imagens no Rio Sena.